# Kekaumenos
Kekaumenos (în greacă Κεκαυμένος) este numele de familie al unui autorului bizantin mai putin cunoscut, autorul cărții intitulate Strategikon. Această carte a fost scrisă în jurul anilor 1075-1078. Spre deosebire de alte cărți bizantine cu nume similare, aceasta nu este strict un manual militar, ci conține sfaturi generale referitoare la afaceri militare, administrare și gospodărie, ilustrate adesea cu exemple din evenimentele secolului al XI-lea. Kekaumenos era de origine georgiano-armeană și era nepotul conducătorului (dux⁠(d)) provinciei Hellas. În ciuda speculațiilor, nu există dovezi concrete că ar fi același cu faimosul general bizantin Katakalon Kekaumenos din secolul al XI-lea sau că ar fi fiul acestuia.  
Socrul său a fost Nikulitzas Delphinas, stăpânul orașului Larisa, care a participat la răscoala vlahilor din Tesalia în 1066.  Istoricul din secolul al XI-lea, Kekaumenos, scria despre patria originară a vlachilor, care se afla „de-a lungul Dunării și [...] de-a lungul Sâvului, unde trăiesc astăzi sârbii”. El i-a asociat pe vlachi cu daci și bessii. A făcut acest lucru într-un stil arhaic al epocii, numind regiunea balcanică și Macedonia drept "Dacia". Din descrierea sa este clar că a confundat Dacia Traiană și Dacia Aureliană, precum și locuitorii acestora.